# Lillemor Erlander
Eva Lillemor Elisabet Erlander, ogift Sandahl, född 29 juni 1937 i Stockholm, är en svensk ekonom, teolog, präst och kommunpolitiker. 
Lillemor Erlander, som är civilekonom, har arbetat som ekonom inom LO och som präst (kyrkoadjunkt) inom Svenska kyrkan. Hon disputerade 1991 för teologie doktorsexamen vid Uppsala universitet.
Hon har även suttit i kommunfullmäktige för Sveriges socialdemokratiska arbetareparti i Linköpings kommun. Den 30 juli 1975 var hon sommarvärd i Sveriges Radio P1.
Hon är dotter till byrådirektör Åke Sandahl och Irma Bergman samt var gift med professor Sven Erlander från 1957 till hans bortgång. Paret fick fyra barn tillsammans.